# إسوس

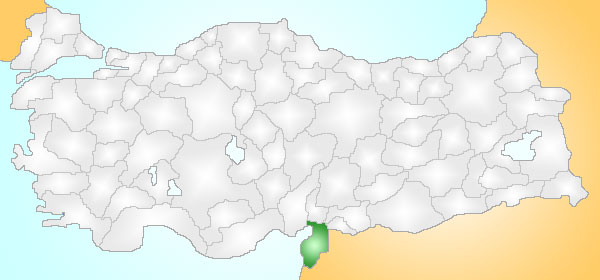
موقع مدينة أسوس

أسوس هي مدينة قديمة جنوب شرق الأناضول ،و فيها انتصر الإسكندر الأكبر على داريوس الثالث ملك الفرس 333 ق. م